# Hop Ruiter
Hop Ruiter is een Belgisch bier. Het wordt gebrouwen door Scheldebrouwerij te Meer, een deelgemeente van Hoogstraten.

## Het bier
Hop Ruiter is een goudblonde tripel met een alcoholpercentage van 8%. Het bier wordt gebrouwen met “drooghoppen” (dry hopping), wat het een uitgesproken hoparoma geeft en een volle smaak met fris fruitige tonen.
- Kleur: Blond
- Kleur: Mistig goudblond
- Geur: Tropisch fruit
- Smaak: Fris & zoet moutig
- Afdronk: Kruidig

## Achtergrond
Het bier is voor het eerst gebrouwen in 2010. Het wordt op de Amerikaanse markt gebracht door een invoerder van bieren, Vanberg & DeWulf. Zij voeren meerdere Belgische bieren in. Op het Europese etiket zijn de wildemannen van Bergen op Zoom te zien. Deze mannen en de krab in het logo verwijzen naar de herkomst van de brouwerij. In 2008 verhuisde Scheldebrouwerij naar België.

## Prijzen
- In 2011 haalde Hop Ruiter een zilveren medaille op het United States Open Beer Championship in de categorie “French/Belgian Ale”.[3]